# Lucyna Turek-Kwiatkowska
Lucyna Turek-Kwiatkowska (ur. 20 sierpnia 1925 w Piętnie, zm. 11 kwietnia 2017 w Szczecinie) – polska historyk, archiwista, dyrektor Archiwum Państwowego w Szczecinie, nauczycielka akademicka.

## Życiorys
Rozpoczęła naukę w szkole podstawowej w Rychnowie, a potem w Gimnazjum im. Anny Jagiellonki w Kaliszu. Po II wojnie światowej i zdaniu matury w Kaliszu zaczęła pracę w szkole podstawowej, a do 1952 studiowała na Wydziale Humanistycznym Uniwersytetu Wrocławskiego. Od 1969 do 1975 była dyrektorem Państwowego Archiwum w Szczecinie. W 1967 została doktorem na podstawie rozprawy zatytułowanej Z dziejów służby archiwalnej. Archiwa na Pomorzu Zachodnim w latach 1808–1914, a w 1984 habilitowała się na podstawie dorobku naukowego i monografii pt. Obraz przeszłości regionu w świadomości historycznej społeczeństwa pomorskiego w pierwszej połowie XIX wieku. Była wykładowcą Uniwersytetu Szczecińskiego. W 2015 wydała książkę pt. Moje 60 lat w Szczecinie. Okruchy wspomnień. Zmarła 11 kwietnia 2017 w Szczecinie. Pochowana została 19 kwietnia na cmentarzu Centralnym w Szczecinie (kwatera 106A).
Była promotorem wielu prac magisterskich i pięciu prac doktorskich autorstwa:
- Janiny Kochanowskiej (1992)
- Bogdany Kozińskiej (1993)
- Roberta Kościelnego (1993)
- Bogdana Matławskiego (1999)
- Dawida Kabacińskiego (2009)[4]